# Nawozy ciekłe
Nawozy ciekłe – nawozy mineralne dostarczane odbiorcom w postaci roztworu wodnego. Jako nawozy ciekłe rozprowadza się saletrę amonową, fosforan amonu, kwas fosforowy (dodawany do wody irygacyjnej) oraz mieszaniny saletry amonowej, wody amoniakalnej, mocznika, kwasu fosforowego i chlorku potasowego tak, aby powstał nawóz wieloskładnikowy typu NPK. W Polsce jako nawozy ciekłe stosuje się jedynie wodę amoniakalną.